# Ostrovu Mare, Mehedinți
Ostrovu Mare este un sat în comuna Gogoșu din județul Mehedinți, Oltenia, România. Se află în partea de sud-vest a județului, pe o insulă de pe Dunăre.